# Ooblets
Ooblets (anciennement connu sous le nom de Moblets) est un jeu vidéo de simulation de vie développé par Glumberland. Il est sorti en accès anticipé le 15 juillet 2020 pour Windows et Xbox One. Il est ensuite sorti le 1er septembre 2022 sur Windows, Xbox One et Nintendo Switch.

## Système de jeu
Le jeu combine les éléments agricoles de Story of Seasons avec les mécanismes de collecte et de combat de créatures de Pokémon.
Le joueur arrive à Badgetown, une ville balnéaire d'Oob, où il est accueilli par la maire Tinstle qui lui propose de récupérer la ferme à l'abandon de la ville et de s'en occuper. Badgetown comporte plusieurs magasins dont Meed's Seeds (marchande de graines) Kibbonbon (boutique de vêtements), Manatweee (magasin de meubles et décoration) et Cuddlecups Cafe (café). Différentes quêtes doivent être accomplies pour débloquer de nouveaux magasins et bâtiments, ainsi que pour améliorer le niveau d'amitié du joueur avec les autres résidents. Le joueur doit également rejoindre un des quatre Ooblets clubs : Frunbuns, Peaksnubs, Mossprouts ou Mimpuns.
Les Ooblets, petites créatures avec lesquelles le joueur se lie d'amitié, peuvent être cultivés à partir de graines et utilisés pour accomplir des tâches, comme aider à l'agriculture et faire fonctionner des machines, ou des batailles de danse avec d'autres Ooblets. Contrairement à d'autres jeux de simulation de vie tels que Stardew Valley, Ooblets remplace les combats par une battle de danse qui se joue à l'aide de cartes, permettant de faire gagner de l'expérience, des niveaux et de nouveaux mouvements de danse aux Ooblets de son équipe, et de gagner de nouvelles graines d'Ooblet en cas de victoire.

## Développement
Ooblets est développé depuis 2016 par un studio de création de jeux vidéo indépendants composé de deux personnes, l'artiste/programmeuse Rebecca Cordingley et le game designer Ben Wasser,.
Ooblets a reçu de fréquentes mises à jour pour corriger les bugs et introduire de nouvelles fonctionnalités et régions. Le 12 juin 2021, la mise à jour Port Forward a été publiée, apportant une nouvelle région et de nouveaux Ooblets,. En juillet 2021, cinq régions sont disponibles dans le jeu : Badgetown, Wildlands, Mamoonia, Nullwhere, Port Forward et Pantsabear Hill.
Le jeu est sorti en accès anticipé le 15 juillet 2020 sur Windows, via l'Epic Games Store, et Xbox One,. La version finale sort ensuite le 1er septembre 2022 sur ces plates-formes et sur Nintendo Switch.